# بيل توماس (لاعب كرة قدم أمريكية)
بيل توماس (بالإنجليزية: Bill Thomas)‏ هو لاعب كرة قدم أمريكية أمريكي، ولد في 7 أغسطس 1949 في أوسينينغ في الولايات المتحدة.

## وصلات خارجية
- ويليام توماس على موقع مرجع كرة القدم المحترفة.كوم (الإنجليزية)
- ويليام توماس على موقع كلية كرة القدم في سبورتس رفرنس.كوم (الإنجليزية)